# Liste des épisodes de Scooby-Doo

Cette page présente la liste des épisodes de la série d'animation américaine Scooby-Doo, où es-tu ? (1969-) et de ses deux premières suites : Fantomatiquement vôtre, signé Scoubidou (1972-73) et Scooby-Doo Show (1976-78).

## Scooby-Doo, où es-tu?

### Saison 1 (1969-1970)
1. La Nuit du Chevalier noir (What a Night for a Knight)
2. Elementaire, mon cher Scoubidou ! (A Clue for Scooby-Doo)
3. Le Château du pirate[1] ou Pagaille au château (Hassle in the Castle)
4. La Mine d'or de Golden[2] ou Le Mystère de la mine (Mine Your Own Business)
5. L'Appât (Decoy for a Dognapper)
6. La Maison hantée (What the Hex Going On?)
7. Un gorille au cinéma[3] ou Le Gorille de la montagne interdite (Never Ape an Ape Man)
8. Du rire aux larmes (Foul Play in Funland)
9. Le Théâtre des marionnettes[4] ou  Enquête et marionnettes (The Backstage Rage)
10. Le Fantôme du clown[5] ou Scoobypnose (Bedlam in the Big Top)
11. Ouvrez le bal des vampires (A Gaggle of Galloping Ghosts)
12. Le Fantôme de la momie (Scooby-Doo and a Mummy, Too)
13. Sorcière, vous avez dit sorcière ? (Which Witch Is Which?)
14. La Vengeance du capitaine[6] (Go Away Ghost Ship)
15. Les Astronautes antiques (Spooky Space Kook)
16. L'Héritage de Scoubidou (A Night of Fright Is No Delight)
17. L'Effroyable Fantôme des neiges (That's Snow Ghost)

### Saison 2 (1970)
1. Docteur Jekyll et Mister Hyde (Nowhere to Hyde)
2. Le Masqueur d'or (Mystery Mask Mix-Up)
3. Un iceberg surprise (Scooby's Night with a Frozen Fright)
4. L'Étrange Individu du parc[7] ou L'Étrange Individu (Jeepers It's the Creeper)
5. L’Énigme du vieux manoir[8] ou Le Spectre sans tête (Haunted House Hang-Up)
6. Vacances mouvementées (A Tiki Scare Is No Fair)
7. Qui a peur du grand méchant loup ? (Who's Afraid of the Big Bad Werewolf?)
8. Un fantôme à la télé (Don't Fool with a Phantom)

## Les Grandes Rencontres de Scooby-Doo (Fantomatiquement vôtre, signé Scoubidou)

### Saison 1 (1972)
1. Le village hanté (The Ghastly Ghost Town)
2. L'affaire dynamique (The Dynamic Scooby-Doo Affair)
3. Mercredi a disparu (Wednesday is missing)
4. Que de traces (The Frickert Fracas)
5. Le capitaine Moody (Guess Who's Knott Coming to Dinner)
6. Un bon médium (A Good Medium Is Rare)
7. Double personnalité (Sandy Duncan's Jekyll and Hydes)
8. Le secret de l'île aux requins (The Secret of Shark Island)
9. Brouillard pour trouillard (The Spooky Fog of Juneberry)
10. Le fantôme de Bigfoot (The Ghost of Bigfoot)
11. Le fantôme du Baron rouge (The Ghost of the Red Baron)
12. Le mystère des profondeurs (The Ghostly Creeps from the Deep)
13. L’hôtel hanté (The Haunted Horseman of Hagglethorn Hall)
14. Le fantôme du Music-Hall (The Phantom of Country Music Hall)
15. Mystère, vous avez dit mystère ? (The Caped Crusader Caper)
16. Le mystère du Loch Ness (The Lochness Mess)

### Saison 2 (1973)
1. L'île hantée (The Mystery of Haunted Isle)
2. La scène hantée (The Haunted Showboat)
3. La rencontre avec Jeannie (Scooby-Doo Meets Jeannie alias Mystery in Persia)
4. Drôle de sport (The Spirited Spooks Sport Show)
5. L'exterminateur (The Exterminator)
6. Vents mystérieux (The Weird Winds of Winona)
7. Le mystère de la confiserie hantée (The Haunted Candy Factory)
8. Scooby-Doo et Dick Van Dyke ou Le carnaval hanté (Scooby-Doo Meets Dick Van Dyke / The Haunted Carnival)

## Scooby-Doo Show

### Saison 1 (1976)
1. Chantier d'épouvante (High Rise Hair Raiser)
2. Scooby-Doo et le Roi aztèque (The Fiesta Host Is an Aztec Ghost)
3. La Recette du Gator (The Gruesome Game of the Gator Ghoul)
4. Le Spectre branché (Watt a Shocking Ghost)
5. Le Cavalier masqué (The Headless Horseman of Halloween)
6. Le Château de Camelot (Scared a Lot in Camelot)
7. Le Médecin fou (The Harum Scarum Sanitarium)
8. Le Zombie sans visage (The No-Face Zombie Chase Case)
9. Zombie attitude (Mamba Wamba and the Voodoo Hoodoo)
10. La Cité souterraine (A Frightened Hound Meets Demons Underground)
11. Le Ranch dérangeant (A Bum Steer for Scooby)
12. Le Démon requin dans le brouillard (There's a Demon Shark in the Foggy Dark)
13. Où est l'équipage (Scooby-Doo, Where's the Crew?)
14. Le Fantôme du quarterback (The Ghost that Sacked the Quarterback)
15. Spectres et boules de glace (The Ghost of the Bad Humor Man)
16. Esprit, es-tu là ? (The Spirits of '76)

### Saison 2 (1977)
1. La Malédiction du Viking (The Curse of Viking Lake)
2. Vampires, Chauve-souris et Chats noirs (Vampire Bats and Scaredy Cats)
3. Scooby et les Dinosaures (Hang in There, Scooby-Doo)
4. Un come-back macabre (The Chiller Diller Movie Thriller)
5. Sammy fait de la Formule 1 (The Spooky Case of the Grand Prix Race)
6. La Sorcière Ozark (The Ozark Witch Switch)
7. La Croisière maléfique (The Creepy Cruise)
8. La Créature des fonds marins (The Creepy Heap from the Deep)

### Saison 3 (1978)
1. Scooby-Doo et le Willawaw (Watch Out! The Willawaw!)
2. Bazar au triangle des Bermudes (A Creepy Tangle in the Bermuda Triangle)
3. Le Dinosaure des neiges (A Scary Night With a Snow Beast Fright)
4. La Sorcière de Salem (To Switch a Witch)
5. Le Monstre de goudron (The Tar Monster)
6. Le Monstre du Loch Ness (A Highland Fling With a Monstrous Thing)
7. Le Masque de fer (The Creepy Case Of Old Iron Face)
8. Voyage avec le jaguaro (Jeepers, It's the Jaguaro)
9. La Féline (Make A Beeline Away From That Feline)
10. La Mante religieuse (The Creepy Creature of Vulture's Claw)
11. Le Disque diabolique du démon (The Diabolical Disc Demon)
12. Scooby-Doo chez les chinois (Scooby's Chinese Fortune Kooky Caper)
13. Le Fantôme de Venise (A Menace in Venice)
14. La Forteresse de l'épouvante (Don't Go Near the Fortress of Fear)
15. Le Magicien de Wimbledon (The Warlock of Wimbledon)
16. La Créature du lac Bottom (The Beast is Awake in Bottomless Lake)